# NUTS
Klasyfikacja Jednostek Terytorialnych do Celów Statystycznych, NUTS (ang. Classification of Territorial Units for Statistics, Nomenclature of Territorial Units for Statistics, NUTS classification) – standard geokodowania rozwinięty w Unii Europejskiej na potrzeby identyfikowania statystycznych jednostek terytorialnych (zobacz: Europejski Urząd Statystyczny, Eurostat).

## Charakterystyka

NUTS-1 obowiązujący do 2014 r.

NUTS-2 obowiązujący do 2014 r.

NUTS-3 obowiązujący do 2014 r.

Klasyfikacja NUTS funkcjonuje w prawie wspólnotowym od 1988 roku, jednak dopiero w roku 2003 pojawiło się rozporządzenie Parlamentu Europejskiego i Rady w sprawie klasyfikacji NUTS. 26 listopada 2005 weszła w życie nowelizacja obejmująca klasyfikacją NUTS regiony 10 nowych krajów członkowskich, zaś 6 marca 2008 roku z powodu przystąpienia Bułgarii i Rumunii. 
Zmiany w klasyfikacji NUTS mogą być wprowadzane nie częściej niż co trzy lata (wyjątkiem są przypadki, gdy w którymś z państw dokonana została znacząca reorganizacja podziału administracyjnego), przy czym dodanie jednostek NUTS dla państw przyjmowanych do Unii Europejskiej nie jest traktowane jako zmiana klasyfikacji, gdyż nie są modyfikowane istniejące podziały NUTS poszczególnych państw. Pierwsza zmiana klasyfikacji obowiązywała od 1 stycznia 2008 roku, druga obowiązuje od 1 stycznia 2012 roku, zaś trzecia obowiązuje od 1 stycznia 2015 roku (modyfikacja podziału Portugalii, związana ze zmianami administracyjnymi w tym kraju, od 1 stycznia 2016 r.).
Podstawowym celem klasyfikacji NUTS jest rozwiązanie problemu różnorodności podziałów administracyjnych krajów członkowskich UE i nieuniknionych zmian tych podziałów, co zagraża dostępności i porównywalności danych statystycznych w przestrzeni i czasie. Podział NUTS nie zawsze odpowiada więc podziałowi administracyjnemu kraju.

## Kodowanie
Kod NUTS rozpoczyna się dwuliterowym kodem odpowiadającym krajowi, który jest identyczny z kodem ISO 3166-1 alfa-2 (oprócz oznaczenia UK dla Zjednoczonego Królestwa zamiast GB). Kolejne poziomy podziału w ramach kraju oznaczane są cyframi zaczynając od 1, jako że 0 jest używane dla oznaczenia wyższego poziomu. Jeśli w ramach danego podpodziału istnieje więcej niż 9 jednostek, numeracja jest kontynuowana z użyciem wielkich liter.

### Poziomy
Wyróżniono 3 poziomy NUTS, z których najważniejsze są NUTS 2 oraz NUTS 3 – służące identyfikacji obszarów kwalifikujących się do wsparcia w ramach polityki strukturalnej UE. Na poziomie NUTS 2 wspierane są obszary problemowe o niskim poziomie rozwoju, a na poziomie NUTS 3 – obszary wymagające restrukturyzacji oraz regiony przygraniczne. Dodatkowo określono 2 poziomy bardziej szczegółowe nazywane „Local Administrative Units” (LAU), które jednak nie są regulowane Rozporządzeniem. W planach jest opublikowanie raportu Komisji Europejskiej dotyczącego możliwości rozszerzenia klasyfikacji regulowanej Rozporządzeniem o czwarty poziom.
Rozporządzenie dzieli jednostki NUTS na dwa rodzaje – jednostki administracyjne, jeżeli dany poziom NUTS odpowiada jednostkom administracyjnym danego kraju, oraz jednostki nieadministracyjne, jeżeli jednostki danego poziomu NUTS powstają z łączenia ze sobą jednostek administracyjnych danego kraju. Załącznik II do rozporządzenia wymienia jednostki uznane za administracyjne. Jednostkami administracyjnymi są np. w Niemczech jednostki NUTS 1 (kraje związkowe), w Polsce jednostki NUTS 2 (województwa), we Francji jednostki NUTS 3 (departamenty). Jednostkami nieadministracyjnymi są zaś np. w Polsce NUTS 1 (regiony powstałe z łączenia ze sobą województw) i NUTS 3 (podregiony powstałe z łączenia ze sobą powiatów), czy w Czechach NUTS 2 (powstałe z łączenia ze sobą krajów).
Rozporządzenie w sprawie klasyfikacji NUTS określa następujące minimalne i maksymalne progi populacji poszczególnych poziomów w danym państwie:
| Poziom | Minimum   | Maksimum   |
| ------ | --------- | ---------- |
| NUTS 1 | 3 miliony | 7 milionów |
| NUTS 2 | 800 000   | 3 miliony  |
| NUTS 3 | 150 000   | 800 000    |

Dla poziomu składającego się z jednostek administracyjnych, średnia wielkość jednostki musi zawierać się w tych przedziałach. Dla poziomu składającego się z jednostek nieadministracyjnych, każda jednostka musi zawierać się w tych przedziałach. Rozporządzenie jednak wprowadza możliwość odstępstwa od tej zasady z powodu szczególnych uwarunkowań geograficznych, społeczno-ekonomicznych, historycznych, kulturowych lub środowiskowych. Np. w Polsce takie odstępstwa istnieją w przypadku dwóch jednostek NUTS 1 (w 2013 roku region południowy liczył ponad 7 960 000 mieszkańców, region centralny liczył niemal 7 830 000 mieszkańców) i jednej NUTS 3 (w 2013 roku Warszawa liczyła ponad 1 720 000 mieszkańców). Podobne odstępstwa występują także w innych państwach, przykładowo w Słowenii na 12 nieadministracyjnych jednostek NUTS 3 8 liczy mniej ludności niż wymaga rozporządzenie (najmniejsza liczy 44,2 tys. mieszkańców), w Austrii jest 14 takich jednostek na poziomie NUTS 3 (najmniejsza, Lungau, liczy 20,9 tys. mieszkańców, największa, Wiedeń, 1,7 mln).

### Liczba jednostek NUTS w państwach Unii Europejskiej (od 2015 do 2017)
Podano liczbę jednostek istniejących obowiązujących od 1 stycznia 2015 r. do 31 grudnia 2017 r., zaś w nawiasie podano liczbę jednostek istniejących w latach 2012-2014.
| Państwo         | Jednostka | Jednostka | Jednostka   |
| Państwo         | NUTS 1    | NUTS 2    | NUTS 3      |
| --------------- | --------- | --------- | ----------- |
| Austria         | 3         | 9         | 35          |
| Belgia          | 3         | 11        | 44          |
| Bułgaria        | 2         | 6         | 28          |
| Chorwacja       | 1 (0)     | 2 (0)     | 21 (0)      |
| Cypr            | 1         | 1         | 1           |
| Czechy          | 1         | 8         | 14          |
| Dania           | 1         | 5         | 11          |
| Estonia         | 1         | 1         | 5           |
| Finlandia       | 2         | 5         | 19          |
| Francja         | 9         | 27 (26)   | 101 (100)   |
| Grecja          | 4         | 13        | 52 (51)     |
| Hiszpania       | 7         | 19        | 59          |
| Holandia        | 4         | 12        | 40          |
| Irlandia        | 1         | 2         | 8           |
| Litwa           | 1         | 1         | 10          |
| Luksemburg      | 1         | 1         | 1           |
| Łotwa           | 1         | 1         | 6           |
| Malta           | 1         | 1         | 2           |
| Niemcy          | 16        | 38        | 402 (412)   |
| Polska          | 6         | 16        | 72 (66)     |
| Portugalia      | 3         | 7         | 25 (30)     |
| Rumunia         | 4         | 8         | 42          |
| Słowacja        | 1         | 4         | 8           |
| Słowenia        | 1         | 2         | 12          |
| Szwecja         | 3         | 8         | 21          |
| Węgry           | 3         | 7         | 20          |
| Wielka Brytania | 12        | 40 (37)   | 173 (139)   |
| Włochy          | 5         | 21        | 110         |
| RAZEM           | 98 (97)   | 276 (270) | 1342 (1294) |

1. 1 2 3  Chorwacja jest członkiem UE od 1 lipca 2013 roku, jednak jej podział na jednostki NUTS zaczął de iure obowiązywać po nowelizacji rozporządzenia Komisji od 1 stycznia 2015 roku.
2. ↑  Zmiana podziału Portugalii na jednostki NUTS 3 nastąpiła 1 stycznia 2016 roku – zamiast 30 jednostek nieadministracyjnych wprowadzono 25 jednostek administracyjnych.